# Chanteraine (Vauvise)
Die Chanteraine ist ein Fluss in Frankreich, der im Département Cher in der Region Centre-Val de Loire verläuft. Sie entspringt im Gemeindegebiet von Jalognes, entwässert mit mehreren Richtungsänderungen generell nach Ostnordost und mündet nach rund 15 Kilometern an der Gemeindegrenze von Feux und Herry als linker Nebenfluss in die Vauvise.

## Orte am Fluss
(Reihenfolge in Fließrichtung)
- Chanteraine, Gemeinde Jalognes
- Groises
- Le Saulé, Gemeinde Lugny-Champagne
- Marnay, Gemeinde Feux
- Rozières, Gemeinde Feux
- Bauregard, Gemeinde Herry